# 曹馨月
曹馨月（1984年2月17日—），女，陕西西安人，中国大陆演員。畢業於西安藝術學院1999級表演專科班。代表角色为電視劇《步步驚心》中的巧慧。

## 參演作品

### 電視劇
- 2004年：《紅十字報告》（又名：夜里的晚清）飾 田秀枝
- 2006年：《非常24小時II》飾 林曉雨
- 2007年：《大刀》飾 女孩
- 2007年：《大象》（又名：采姑娘）飾 黎蘭芳
- 2007年：《老伴》飾 曾慧欣
- 2007年：《溫柔的背後》飾 李曼
- 2008年：《黃金重案》飾 楊婷婷
- 2008年：《鏘鏘天使》（情景喜劇）飾 宋嬌嬌
- 2008年：《愚公移山》（又名：山上的人）飾 月娥
- 2009年：《中天悬劍》飾 南雲慧子
- 2010年：《下一站幸福》飾 小吴
- 2010年：《諜變1939》飾 劉蘭英
- 2010年：《勇者無敵》飾 惠妃
- 2010年：《七俠五義人間道》飾 百香
- 2010年：《牟氏庄园》飾 龙香雪
- 2011年：《步步驚心》飾 巧慧
- 2011年：《搜神記》飾 瓔珞
- 2013年：《追鱼传奇》飾 唐心
- 2013年：《如錦》飾 菊嫂
- 2014年：《美人制造》饰 春花
- 2014年：《神鵰侠侣》饰 洪淩波
- 2015年：《大汉情缘之云中歌》饰 美艳女子(客串)
- 2015年：《班淑传奇》饰 碧玉
- 2017年：《白鹿原》饰 冷秋水
- 2017年：《楚乔传》饰 蕭玉屬下
- 2017年：《开封府》饰 秦香莲
- 2017年：《通天狄仁杰》饰 余香
- 2018年：《烈火永生》 饰 柳青
- 2019年：《時空來電》(網絡劇)饰 顾楚芳
- 2019年：《极速救援》饰 吳迪
- 2020年：《我是余欢水》（网络剧）饰  服裝店導購
- 2020年：《向阳而生》饰 姚护士長
- 2021年：《阿坝一家人》饰 卢武娟
- 2021年：《玉楼春》饰 曼娘子
- 2021年：《功勋》饰 小魏老師
- 2022年：《春风又绿江南岸》饰 阿芝
- 2022年：《警察荣誉》饰 项翠花
- 2022年：《我们的当打之年》饰 权姐
- 2023年：《云襄传》（网络剧）饰 賈氏
- 2023年：《白色城堡》饰 莉叔/陈淑莉
- 2023年：《好想热爱这个世界》（网络短剧）
- 2024年：《明天的少年》（网络剧）饰 阿莉嫂
- 2025年：《以美之名》饰 戚妻
- 2025年：《护宝寻踪》饰 王太平妻
- 2025年：《利剑玫瑰》饰 余慶林媳婦
- 2025年：《定風波》（网络剧）饰 刘夫人
- 待播中：《探王》
- 待播中：《乱世1948》(原名:绝密狙击)

### 電影
- 2018年：《狗十三》飾 继母
- 2018年：《闽宁镇》
- 2011年：《美丽的梦之剩男突围记》飾 女同学
- 2010年：《跟我的前妻谈恋爱》飾 I DO店员
- 2010年：《美丽的梦第五期婚礼前夜 那撕裂的伤》飾 助理
- 2009年：《情系梧桐》飾 秋菊
- 2009年：《恩怨牡丹》飾 冯瑞云
- 2008年：《来生还要在一起》飾 马姗姗
- 2008年：《还击》飾 于曼
- 2008年：9月27日「周末版」《王刚讲故事之假面疑云》飾 叶小雅
- 2008年：《毛泽东和他的卫士》飾 春香
- 2008年：《伟大的伟》飾 廖一云
- 2007年：《寻找扎西》飾 珠姆
- 2004年：《大漠豪侠》飾 柳冰月
- 2004年：《念佛灭罪》飾 阿依璐

## 獎項
- 2011年：2011諾貝爾獎「最佳新藝人」
- 2011年：我最喜愛的角色《步步驚心》- 宮女巧慧